# Интегрин бета-6
Интегрин бета-6 (β6) — мембранный белок, гликопротеин из надсемейства интегринов, продукт гена ITGB6, бета-субъединица интегрина αVβ6, рецептора для фибронектина и цитотактина. Ген был впервые клонирован в 1990 году. 

## Функции
Интегрин альфа-V/бета-6 (αVβ6) является рецептором для фибронектина и цитотактина. Распознаёт специфическую аминокислотную последовательность глицин-пролин-аргинин (R-G-D) в этих лигандах. Клатрин-опосредованный эндоцитоз интегрина αVβ6 способствует инвазивности клеток карциномы.
Интегрин β6 взаимодействует с FLNB и HAX1. αVβ6 является лигандом для фактора роста TGFB1. Кроме этого, он связывается с белком VP1 вируса ящура, с белками оболочки вирусов Коксаки A9 и B1 и действует как рецептор этих вирусов. 

## Структура
Интегрин бета-6 состоит из 767 аминокислот, молекулярная масса белковой части — 85,9 кДа. N-концевой участок (688 аминокислот) является внеклеточным, далее расположен единственный трансмембранный фрагмент и внутриклеточный фрагмент (58 аминокислот). Внеклеточный фрагмент включает 4 повтора, VWFA домен, до 9 участков N-гликозилирования. Цитозольный участок содержит последовательность для связывания HAX1.
Интегрин бета-6 образует гетеродимерный комплекс, связываясь с альфа-субъединицей альфа-V. 

## См.также
- Интегрины